# Joe Tabb
Joe Tabb é um ator estadunidense, mais conhecido por interpretar Marco Manetti na telenovela Desire.

## Filmografia

### Televisão
- 2007 Saints & Sinners como Stevens
- 2006 Desire como Marco Manetti
- 2006 The Young and the Restless como Thad Warner
- 2004 NCIS como Ricky Napolitano
- 1997 Melrose Place como Tailor
- 1997 Women: Stories of Passion como O Palhaço

### Cinema
- 2009 Under New Management como Lilo Conforte
- 2009 What's True como Det. Giani Del Rio
- 2007 Made in Brooklyn como James
- 2007 Fetch como Jimmy
- 2005 Survival of the Fittest como Benny Graziano
- 2003 April's Shower como Jake
- 2002 Feedback como Lenny
- 1998 Highland Park Blues como John
- 1997 My F-ing Job como Tony
- 1996 Electra como Billy Duncan